# Daniel Tapia
Daniel Tapia Bolívar (Madrid, 1908-Ciudad de México, 1985) fue un escritor español.

## Biografía
Hijo del poeta y periodista Luis de Tapia Romero y de Pilar Bolívar Pieltain —hija del científico Ignacio Bolívar Urrutia—, nació el 25 de diciembre de 1908 en Madrid. Su hermano mayor, Luis, nacido en 1903, sería un renombrado dibujante, mientras que Alma, nacida dos años antes que él, se convertiría en dibujante y cartelista.
Entre sus primeros libros se encontró San Juan (1935), editado por Biblioteca Nueva. Realizó un viaje a la Unión Soviética que entre octubre y noviembre de 1933, en compañía de su hermana Alma, el editor José Ruiz-Castillo, la estudiante de arquitectura Matilde Ucelay, Antoniorrobles y su mujer Ángeles González Palencia. Pasaron por París, Berlín, Leningrado y Moscú, una aventura que recogió su libro Ha llovido un dedito, publicado por Espasa-Calpe en 1935, así como en las memorias de Ruiz-Castillo.
La vida de la familia Tapia Bolívar cambió radicalmente con la sublevación. En los momentos siguientes al levantamiento, Daniel Tapia se trasladó a la zona de Peguerinos, donde se trataba de frenar el avance de los rebeldes, junto con colegas como Alberto Sánchez y Sancha. Las consecuencias de la guerra afectaron especialmente a su padre, Luis de Tapia, quien hubo de ser ingresado en un hospital psiquiátrico ubicado en la localidad valenciana de Cuart de Poblet, donde fallecería el 11 de abril de 1937. Daniel contraería matrimonio con Pilar Villalba Ruiz y se trasladó a México, país en el que se instaló con su familia en el edificio conocido como la Casa de las Brujas en la Colonia Roma –Plaza Río de Janeiro 56–70. Durante aquellos primeros años del exilio, la familia Tapia se relacionó dentro del contexto de los refugiados españoles, teniendo amistad con Juan José Domenchina y Benjamín Jarnés, además de Rafael Giménez Siles y otros exiliados como J. Puche o J. L. de la Loma, con los que entablaron especial relación a través de la fundación del Ateneo Español de México en 1948.
Falleció en la Ciudad de México el 3 de septiembre de 1985.